# Luxeuil-les-Bains
Luxeuil-les-Bains este un oraș din Franța, departamentul Haute-Saône, în regiunea Burgundia-Franche-Comté.